# منتخب جنوب إفريقيا الأولمبي لكرة القدم
منتخب جنوب أفريقيا الأولمبي لكرة القدم هو ممثل جنوب أفريقيا الرسمي في المنافسات الدولية في كرة القدم في الألعاب الأولمبية
.